# Patrik Köbele
Franz Patrik Köbele (* 1962 in Weil am Rhein) ist ein deutscher Politiker und seit 2013 der Vorsitzende der als linksextrem eingestuften und daher vom Verfassungsschutz beobachteten Deutschen Kommunistischen Partei (DKP).

## Leben
Köbele wuchs mit zwei Brüdern auf. Politisiert wurde er in der Jugendzentrumsbewegung und als Schülersprecher. Seit 1978 ist er Mitglied der DKP. 1981 begann er eine Lehre zum Industriekaufmann bei Mercedes-Benz in Stuttgart und wurde dort Vorsitzender der Jugendvertretung. 1984 übernahm er eine Stelle als hauptamtlicher Mitarbeiter bei der SDAJ in Dortmund und später in Stuttgart. Von 1989 bis 1994 war er Bundesvorsitzender der SDAJ. Seither arbeitet er hauptberuflich als IT-Berater.
Köbele wohnt in Essen und hat zwei Kinder. Von 2004 bis 2009 war er Mitglied des Rates der Stadt Essen.
Auf dem 20. Parteitag der DKP am 2. März 2013 wurde er zum Parteivorsitzenden gewählt.
Köbele setzte sich mit 91 zu 60 Stimmen gegen die bisherige Parteivorsitzende Bettina Jürgensen durch. Auf dem 21. Parteitag im März 2015 wurde Köbele mit 131 zu 34 Stimmen bei einer Enthaltung in seinem Amt bestätigt, ebenso, mit 140 zu 24 Stimmen und einer Enthaltung, auf dem 22. Parteitag im März 2018. Innerhalb der Partei gehört Köbele zur Gruppe derer, die an ihrer Rolle als vermeintliche Avantgarde der revolutionären Arbeiterklasse festhalten und sich gegen eine Öffnung gegenüber den Protestbewegungen aussprechen. Patrik Köbele trat als Spitzenkandidat der DKP zur Europawahl am 9. Juni 2024 an.